# Wilfrid de Fonvielle
Wilfrid de Fonvielle, född den 24 juli 1824 i Paris, död där den 29 april 1914, var en fransk skriftställare och luftseglare.
Fonvielle var först lärare i matematik, men ägnade sig sedan dels åt tidningspressen, dels åt populärvetenskapligt författarskap. Särskilt gjorde han sig bemärkt genom sina snabba och säkra luftfärder, vilka han i allmänhet företog i vetenskapligt intresse.